# Sheizaf Rafaeli
Sheizaf Rafaeli (en hebreo: שיזף רפאלי) (7 de junio de 1955) es un investigador israelí, estudioso de la comunicación mediada por ordenador y columnista de prensa. Es profesor y decano de la Escuela de Gestión (Graduate School of Business Administration) Haifa GSB, de la Universidad de Haifa Israel y, además, director del Centro de Investigación de Internet Center for Internet Research y del proyecto Games for Managers. En los años ochenta y noventa fue jefe del área de Sistemas de Información en la Escuela de Negocios de la Universidad Hebrea de Jerusalén. Es investigador principal en el Instituto Samuel Neaman de Política Nacional del Technion.

## Biografía
Sheizaf Rafaeli nació en el kibutz Maagan Michael, Israel, en el seno de una familia judía. Su abuelo materno fue el Primer Ministro israelí, Levi Eshkol. Se graduó en la Escuela Hebrea Reali de Haifa. Sirvió como oficial en el ejército israelí en unidades de combate; fue licenciado en 1977. Se licenció en la Universidad de Haifa, obtuvo un máster en la Universidad Estatal de Ohio y un doctorado en la Universidad de Stanford.
Sheizaf está casada con Anat Rafaeli, tienen tres hijos y viven en Haifa, Israel.

## Carrera académica y periodística
Rafaeli fue director educativo de la escuela de cadetes de la Escuela Hebrea Reali de Haifa. Ha escrito programas informáticos y libros sobre gráficos, hojas de cálculo electrónicas y análisis estadístico, así como un libro de texto sobre sistemas de información para la Open University. Es coeditor (con Fay Sudweeks y Margaret McLaughlin) de Network and NetPlay: Virtual Groups on the Internet, publicado por MIT Press en 1998. Ha sido co-coordinador del proyecto internacional ProjectH. Fue fundador y coeditor de The Journal of Computer-Mediated Communication, e inició el servicio en línea SHIL (Citizen's Advice Board). Es miembro de varios consejos de redacción de revistas, como los de JCMC, ITSharenet e IJKL. Rafaeli es director de NPTech Israel y de StartUpSeeds. También es miembro del consejo de la fundación Wikimedia.
Sheizaf es miembro del Jurado del Desafío Internacional de Estocolmo para Proyectos de Sistemas de Información. Sheizaf ha ocupado puestos de investigación y docencia como visitante en la Universidad Estatal de Ohio, la Universidad Estatal de Michigan, IBM, la Universidad de Stanford, el Technion, el Colegio Israelí de Administración y la Universidad de Michigan. Su trabajo sobre Interactividad y Comunidad Virtual, publicado por MIT Press, JCMC y Oxford University Press, es ampliamente citado en las literaturas de Información, Comunicación Mediada por Ordenador, Internet e Investigación de la Comunicación. La investigación de Rafaeli abarca temas como el valor de la información, la sobrecarga de información, las redes sociales y el análisis de redes, el intercambio de información y la vida digital.
Desde octubre de 2006, ocupa la cátedra de la Escuela de Gestión (Administración de Empresas) de la Universidad de Haifa. Rafaeli es miembro del Centro Nacional de Excelencia en Investigación de la Gestión Científica del Aprendizaje en una Sociedad en Red (LINKS), donde estudia el papel de las herramientas en línea en el aprendizaje, la enseñanza y la educación.
Escribe columnas semanales para los diarios financieros y de negocios Calcalist y Globes en Israel y el sitio de noticias YNet.

## Premios y reconocimientos
- Premio de investigador del Young del AERA
- 2006 WebAward
- "Ángeles en la Red" (Mlachim Bareshet") premio nacional

## Trabajos publicados
- Jones, G. Ravid, G. Y Rafaeli S. (2004) la información Sobrecarga y la Dinámica de Mensaje de Espacios de Interacción On-line: Un Modelo Teórico y Exploración Empírica, Búsqueda de Sistemas de la Información Vol. 15 Asunto 2, pp. 194@–210.
- Rafaeli, S. (1988). Interactivity: De medios de comunicación nuevos a comunicación [enlace muerto permanente]. En R. P. Hawkins, J. M. Wiemann, & S. Pingree (Eds.), Revisión anual de Salvia de Búsqueda de Comunicación: Adelantando Ciencia de Comunicación: Fusionando Masa y Procesos Interpersonales, 16, 110@–134. Beverly Cerros: Sage.
- Rafaeli, S. Y Ariel, Y. (2007) "Evaluando Interactivity en Ordenador-Búsqueda Mediada", en Joinson, Un.N., Mckenna, K.Y.Un., Postmes, T. Y Rieps, U.D. (Eds.) El Oxford Manual de Psicología de Internet, Oxford Prensa Universitaria, (Capítulo 6, pp. 71@–88) 2007 (PDF de Borrador Final)